# Amar Ouamrane
Amar Ouamrane (* 1919 in Frikat, Französisch-Algerien; † 28. Juli 1992 in Algier, Algerien) war während des Algerienkriegs Offizier des bewaffneten Arms der Front de Libération Nationale sowie Vertreter der Organisation im Ausland.

## Leben
Amar Ouamrane wurde in Frikat in der Provinz Tizi Ouzou als Sohn einer berberischen Familie geboren.
Er schlug eine Laufbahn als Berufssoldat in den französischen Streitkräften ein und brachte es bis zum Unteroffizier.
Im Zuge der Unruhen zum Ende des Zweiten Weltkriegs desertierte Ouamrane und wurde daraufhin festgenommen und gefoltert. Er wurde Ende 1946 begnadigt und freigelassen. Wenige Monate später ging er in der Kabylei in der von der Parti du peuple algérien um Krim Belkassem formierten antikolonialen Untergrund.
Ouamrane hatte zu Beginn des Algerienkriegs eine regionale, militärische Führungsfunktion innerhalb der FLN inne und kommandierte den Angriff am 1. November 1954 in Boufarik, der, zusammen mit der zeitgleichen Aktion in Blida, als initiales Ereignis des Krieges gilt.
Er rekrutierte seinen berberischen Landsmann Abane Ramdane in die Organisation und nahm zusammen mit diesem an der Konferenz von Soummam als einer von sechs Führungskadern der FLN teil. Nach der Festnahme von Rabah Bitat war er von 1955 bis 1956 Kommandeur des Wilaya 4, welcher das Umland von Algier umfasste. Danach erledigte er logistische Aufgaben für die FLN.
Nach dem Tod Ramdanes und dem Machtzuwachs der Drei B wurde Ouamrane mehr und mehr marginalisiert. Insbesondere wurde ihm innerhalb der Organisation ein unmoralischer Lebenswandel vorgeworfen. Ab 1960 vertrat er die FLN als Botschafter in Tunesien und der Türkei.